# Sierpes (Sevilla)
La calle Sierpes es una calle comercial de la ciudad española de Sevilla, constituyendo una de las vías más significativas y emblemáticas de la ciudad. Se sitúa en el casco antiguo de la ciudad, comienza en la Plaza de la Campana y termina en la plaza de San Francisco, en la que se levanta el Ayuntamiento.
La calle, con carácter peatonal desde el siglo XIX, es relativamente larga, rectilínea y desigual en su anchura. Tiene un gran actividad comercial y turística. También está la sede del Círculo Mercantil e Industrial. Con el final de la primavera y la llegada del calor, se colocan toldos a la altura de las azoteas, con lo que ésta y otras calles próximas quedan cubiertas por la sombra, para resguardar a los viandantes, hasta la finalización del verano.

## Denominación

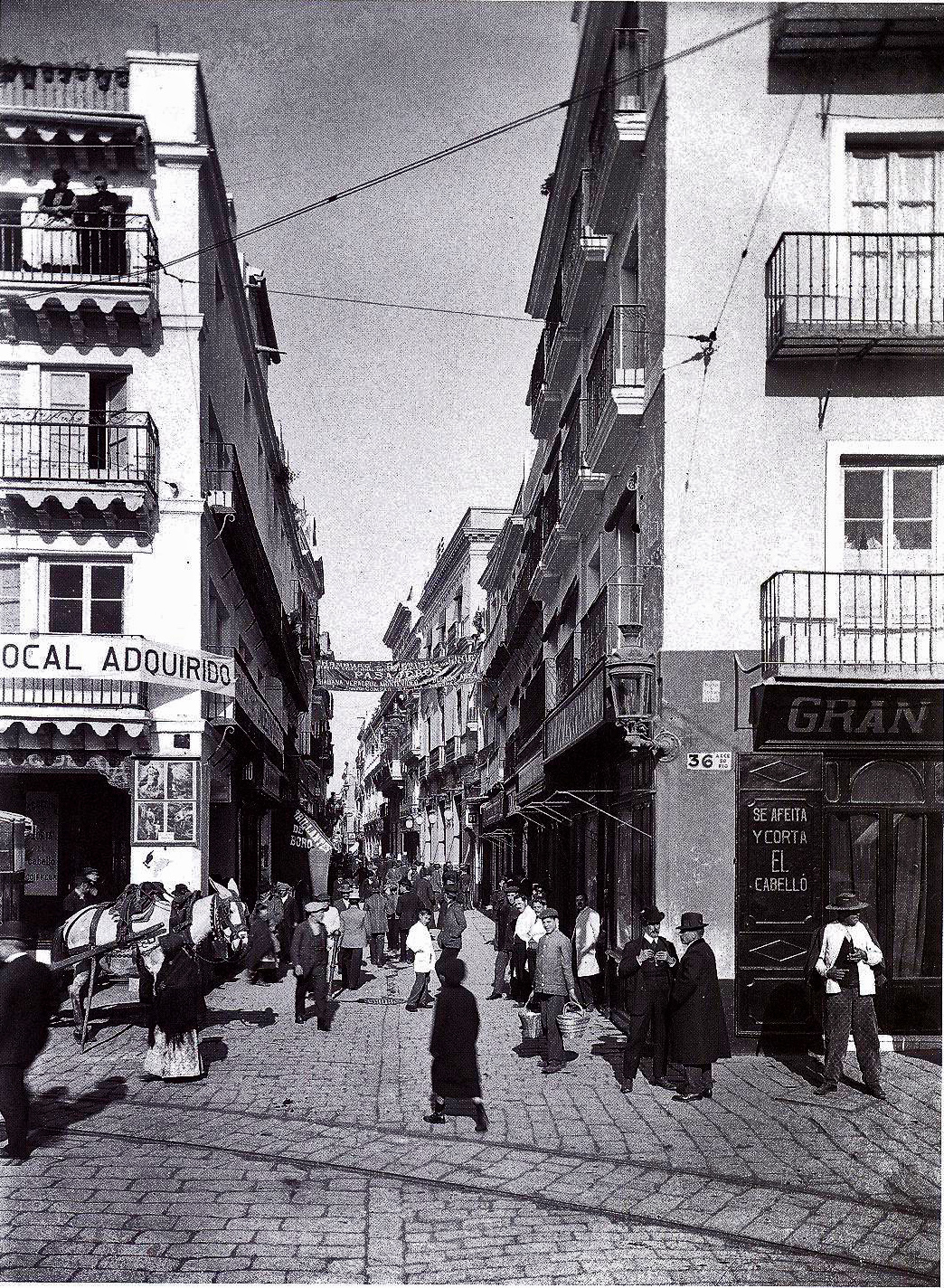
Vista de la calle sierpes entre 1910 y 1918 en su confluencia con la plaza de San Francisco.

Desde la conquista de la ciudad por Fernando III en el siglo XIII la calle vino a bautizarse como "Calle de la Sierpe". Durante la segunda mitad del siglo XVIII pasó a llamarse "Calle de la Sierpes", y ya en el siglo XIX simplemente la forma "Sierpes".
El escritor Luis Montoto dijo que el nombre viene de que en esa calle tenía su residencia el caballero Gil de las Sierpes.Sin embargo hoy sabemos que no pudo ser, ya que el apellido no aparece en ningún momento.
Otra versión errónea es que la calle recibió el nombre de "Espadero", sin embargo hoy se sabe que nunca sucedió, no aparece en ningún documento dicha denominación
En 1692 se colocó una cruz en la confluencia con la actual calle Rioja, es la Cruz de la Sierpes, mal conocida por error por Cruz de la Cerrajería, que estuvo allí hasta 1840, desmantelada por estorbar al tráfico y trasladada al Museo de Bellas Artes. Posteriormente, en 1921, se trasladó a la plaza de Santa Cruz de Sevilla.
Merimé llegó a decir que tal vez su nombre puede argumentarse debido a que tenía una forma serpenteante, pero es otro error, jamás ha tenido dicha fisionomía.

### La leyenda dela sierpe

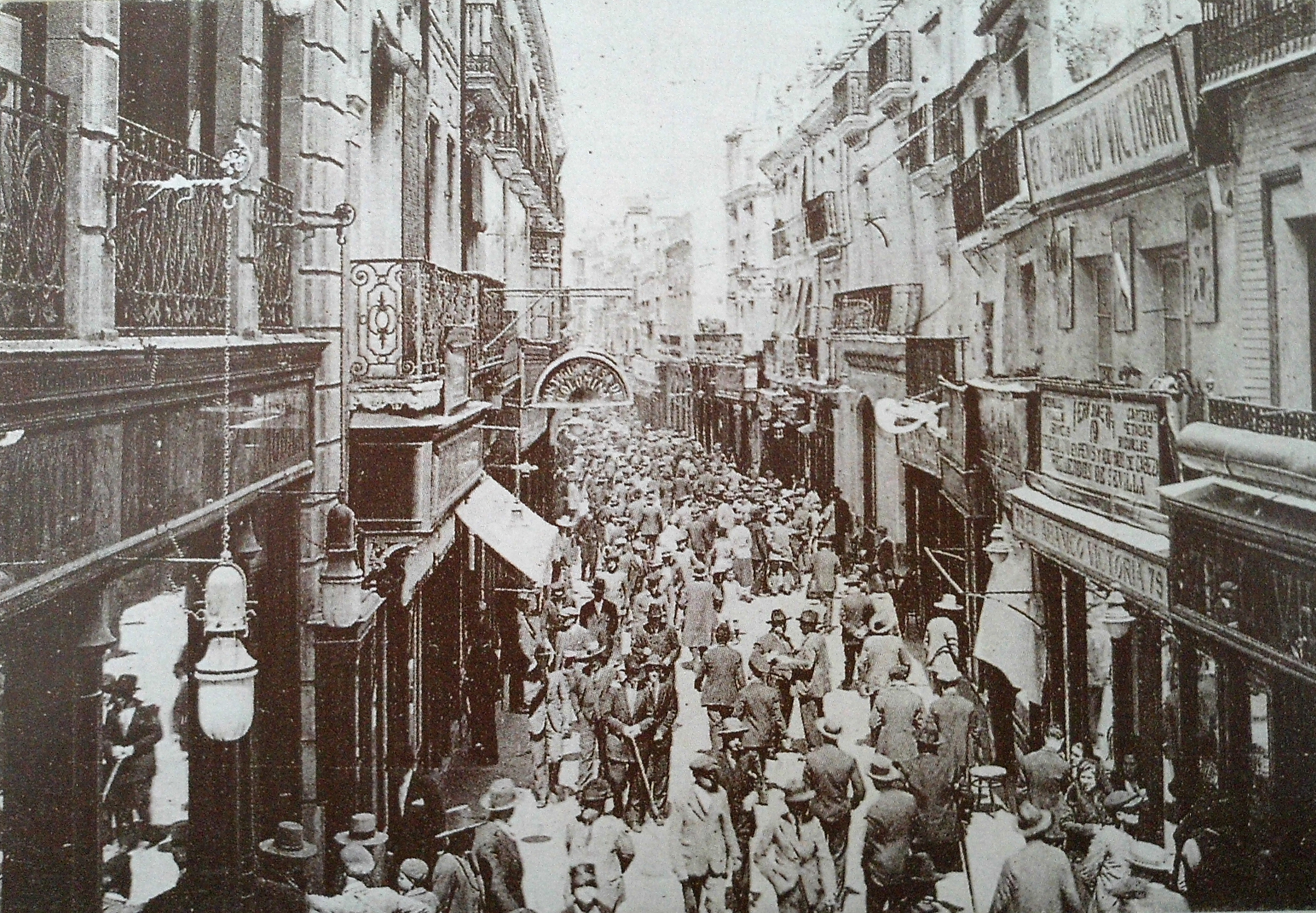
La calle Sierpes hacia finales del o principios del, con gran afluencia de personas.

Existe una leyenda urbana que relaciona el nombre de la calle con una serpiente que se encontraba en sus alcantarillas. El escritor, no historiador, José María de Mena, la cuenta del siguiente modo: 
En el siglo XV comenzaron a desaparecer niños de la ciudad y la gente no sabía la causa. Algunos apuntaban a que se trataba de los judíos para prácticas sacrílegas, otros que eran moros que los llevaban como esclavos al rey de Granada, otros que eran turcos disfrazados de mercaderes que los llevaban a su sultán, o también que eran venganzas familiares entre la familia Ponce y la Guzmán (los Ponce y los Guzmanes).
Un día un forastero llamado Melchor de Quintana y Argüeso, un bachiller de letras que había cursado sus estudios en Osuna, se presentó en la casa de Alonso de Cárdenas, comendador de León y regente de la ciudad. El forastero contó que se había rebelado contra el rey por orden del duque de Arcos pero como la rebelión fracasó fue llevado a la Cárcel Real de la ciudad. En su celda comenzó a hacer un túnel para fugarse y logró llegar a las alcantarillas antiguas hechas por los romanos donde descubrió la causa de las desapariciones y dijo que la revelaría a cambio de que se firmase su indulto con un escribano. Entonces Melchor, Alonso, dos hombres de armas y un escribano fueron a la cárcel, al túnel y de ahí a las alcantarillas y encontraron una serpiente de unos 6 metros con un cuchillo clavado y restos de niños en el suelo. Melchor dijo que la había matado al encontrársela allí.
Alonso ordenó que se sacara a la serpiente y se expusiera durante un tiempo en la calle Espaderos, yendo gente a verla de todas las collaciones o barrios de Sevilla. Y a fuerza de contarse la historia se perdió el nombre de Espaderos y pasó a denominarse "de la Sierpe". Pasados unos meses el bachiller Melchor de Quintana, ya libre de todo delito, pasó a casarse con la hija del propio Alonso de Cárdenas.

## Historia
En época medieval y antes de convertirse en calle, la situación geográfica de Sierpes correspondía al antiguo cauce del Guadalquivir, que discurría desde la actual Alameda de Hércules hacia la zona de Molviedro.    
Durante la segunda mitad del siglo XI, el río se fue moviendo de forma natural hacia el oeste, dejando de discurrir por dicha zona; sin embargo, durante las riadas el río volvía a ocupar el antiguo cauce, afectando a dicha calle, así quedan registradas quejas de los viandante que hacia 1725, protestaban de que se había quitado una pasadera que hacia imposible atravesarla en tiempos de lluvia.   
Su primer enladrillado data de 1522.
En los márgenes se levantaron varios conventos durante los siglos XVII y XVIII. 
En la confluencia con calle Santa María de Gracia existió desde principio del siglo XVII el convento de Santa María de la Pasión de Nuestro Señor Jesucristo, conocido como Convento de Pasión, de monjas dominicas, desaparecido en la Desamortización de 1835, su templo se mantuvo abierto hasta 1868, lo que facilitó que durante ese periodo en él residiera la hermandad de Veracruz, y que estuviera en proyecto de realizar capilla propia la hermandad del Gran Poder, que finalmente no hizo. 
Entre la calle Sierpes y la de Pedro Caravaca se encontraba el convento de San Acacio, de los agustinos, que contaba con una magnífica biblioteca ya que realmente era un colegio. Este convento fue exclaustrado a comienzos del siglo XIX y, posteriormente, tuvo varios usos, Academia de las Tres Nobles Artes, biblioteca pública y sede de Correos. Desde 1951 el antiguo convento de San Acacio es sede del Círculo de Labradores.
En la zona de la actual calle Rioja se levantaba el convento de mínimas de Nuestra Señora de Consolación. Tras la exclaustración, allí estuvo el cine Llorens. 
Cerca de esta calle, se encontraba el huerto que poseía el médico del siglo XVI Nicolás Monardes, que investigó con especies vegetales que vinieron de América.
La Cárcel Real de Sevilla, desde épocas medievales se encontraba al final de esta calle y allí perduró hasta 1840. En ella estuvieron presos escritores como Miguel de Cervantes (en torno a 1594) y Mateo Alemán. La calle Sierpes es nombrada en diversas obras literarias, como por ejemplo en la comedia de Cervantes titulada El rufián dichoso donde dice que un francés jorobado llamado Pierres Papin tenía allí una tienda de naipes.
Felipe II visitó la ciudad en 1570 pasando por diversos lugares del centro, entre los cuales estuvo esta calle.
A partir mediados del siglo XIX, se acometieron diversas obras para su ensanchamiento y alineación. Fue dotada de luz pública a gas en 1854 y en 1927, se derribaron tres casas en su final en la plaza de San Francisco, hasta alcanzar su fisonomía tal como se conoce en el siglo XXI.
Entre 1892 y 1900 el Ateneo de Sevilla tuvo su sede en el número 22 de la calle. Desde el 1900 el Círculo Mercantil e Industrial tiene su sede en el número 65 de esta calle.
Durante la Semana Santa es paso obligado de todas las cofradías sevillanas, al formar parte de la carrera oficial que comienza en la plaza de la Campana y acaba en la Catedral.

## Hermanamiento
Desde el 31 de agosto de 1991 la calle Sierpes está hermanada con una calle de Düsseldorf, Alemania, llamada Schadowstrasse.

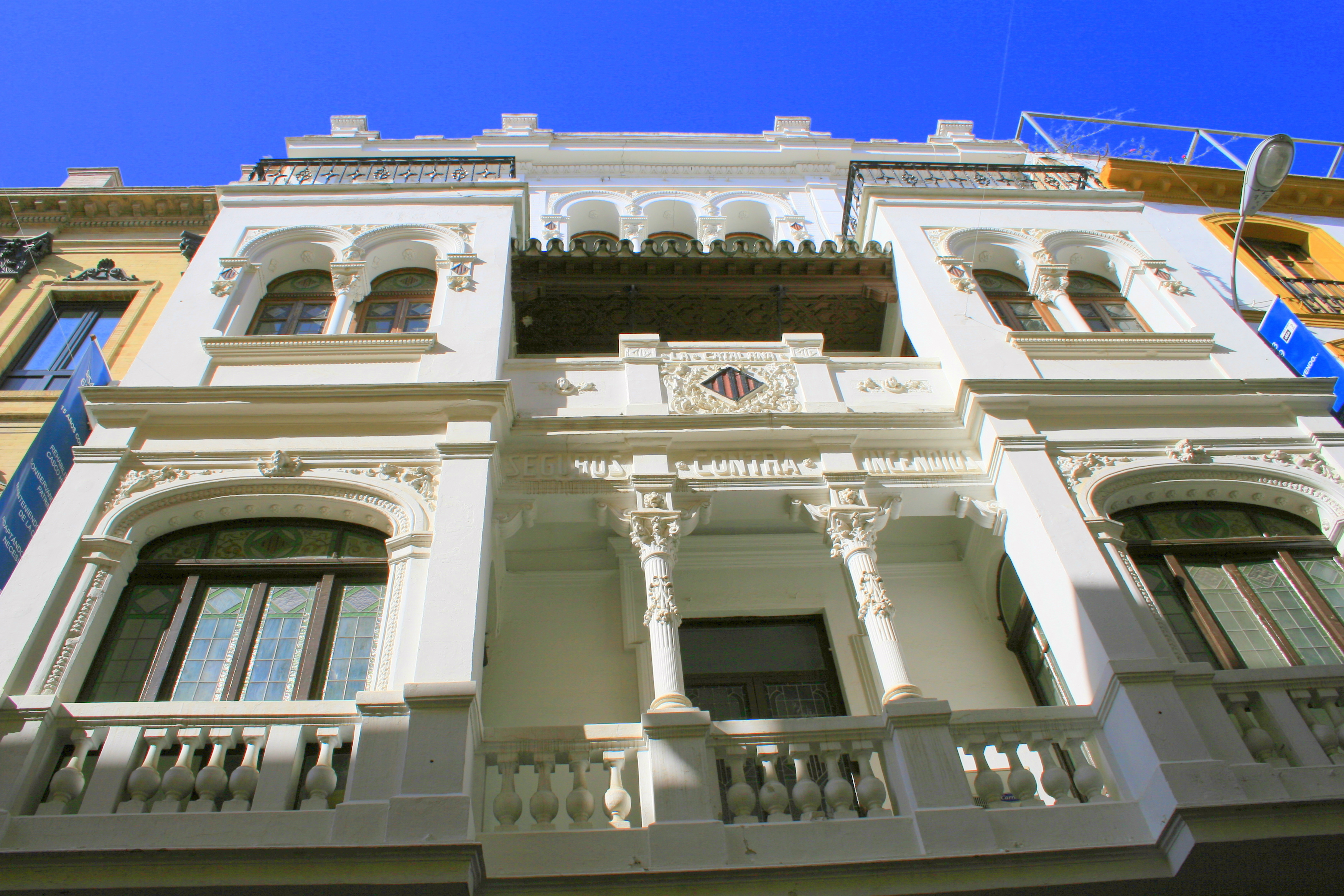
Edificio la Catalana, del arquitecto José Espiau y Muñoz.

## Edificios destacados
Por su antigüedad sobresale el edificio del número 1 con esquina a La Campana que data del siglo XVIII, y que alberga la confitería del mismo nombre que fue fundada en 1885. En el número 6 se encontraba el cine y teatro Palacio Central, obra de Balbino Marrón de mediados del siglo XIX. Ya en el siglo XX, destaca el edificio La Catalana obra del arquitecto José Espiau y Muñoz, que también realizó la adaptación desde el antiguo convento para crear el cine Llorens, actualmente muy transformado. Existen también dos obra de José Gómez Millán de alrededor de 1910, la primera en la esquina con la calle Rioja, en la que destaca su magnífico cierre y también el número 60 que albergaba los almacenes el Águila.
Por último destaca también el edificio del bar Laredo, que hace esquina a la plaza de San Francisco, que supone un magnífico ejemplo de la arquitectura regionalista sevillana, que fue proyectado por el arquitecto Ramón Balbuena y Huertas en 1918 y posteriormente ampliado por Manuel Cuadrillero Sáez en 1927.

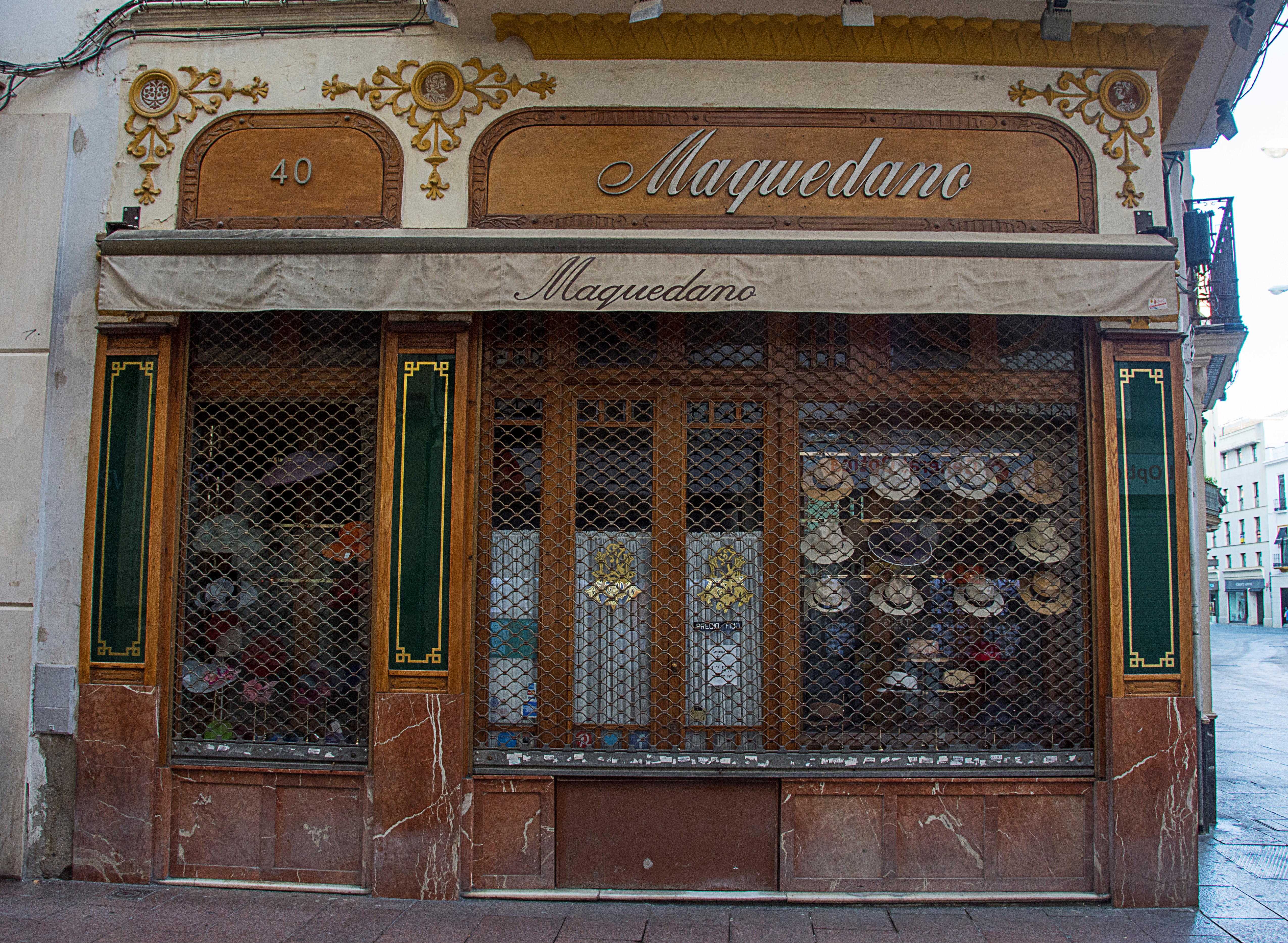
Sombrerería Maquedano, fundada en 1910.

## Comercios tradicionales

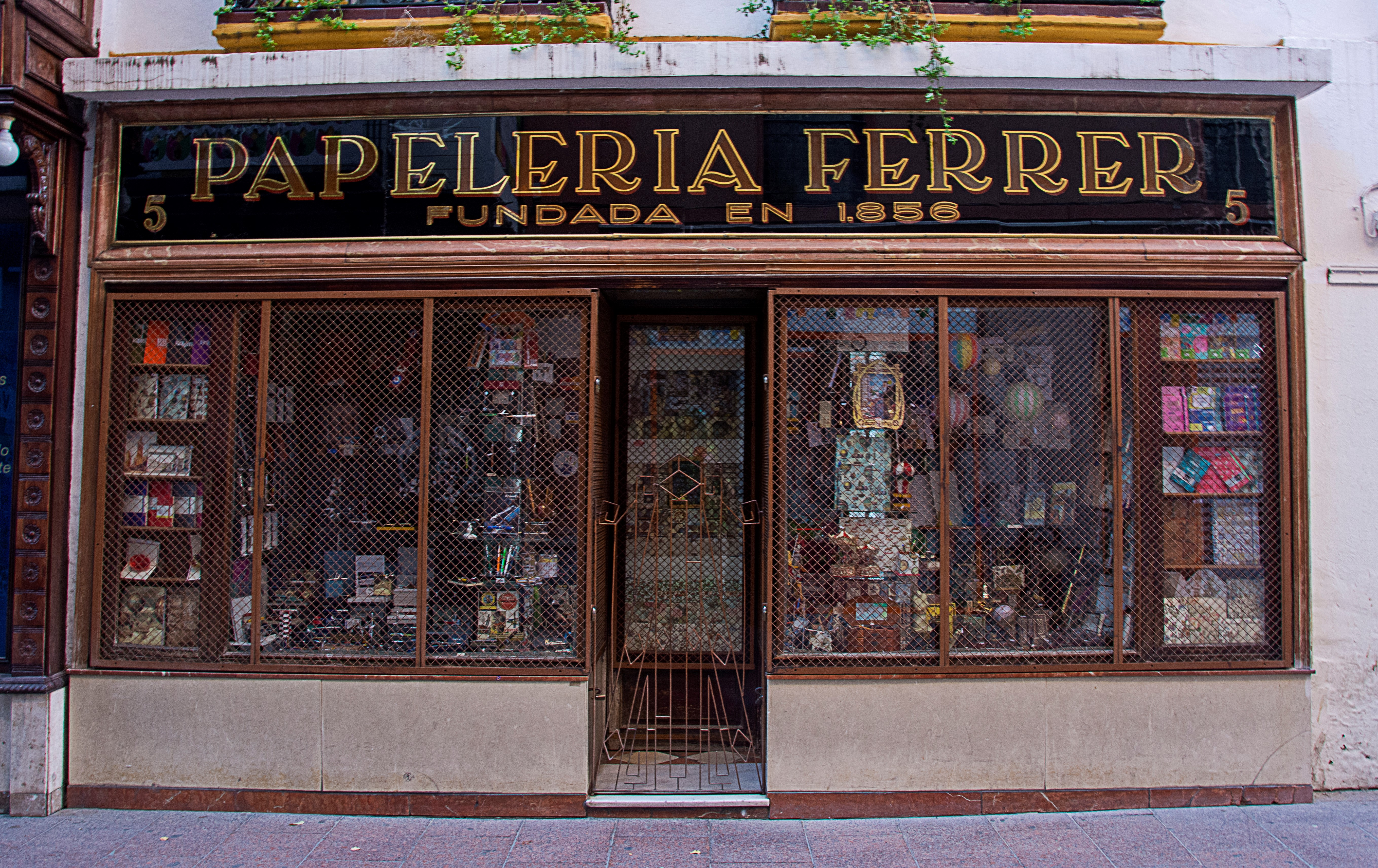
Papelería Ferrer, fundada en 1856.

Desde principios del siglo XIX, la calle fue un gran centro comercial de la ciudad y conserva varias tiendas de gran antigüedad y solera que representan el comercio local más tradicional de Sevilla, entre las que destacan:
- Papelería Ferrer (1856)[13]
- Fonda de Europa, establecimiento inaugurado antes de 1845 en la calle Gallegos y regentada por Antonio Carlos Ricca Miazza, estuvo situada posteriormente en el número 51 de la calle Sierpes y fue regentada por Antonio Maulini en 1860, por Luis Maulini (Pettenasco) en 1865[14] y posteriormente por Bernardino Ricca Manini (Orta San Giulio) durante los años 1875 a 1895, pero ya en el número 95 de la calle y Gallegos 19.[15]
- Confitería de la Campana (1885)[13]
- Relojería El Cronómetro (1901)[13]
- Sombrerería Maquedano (1910)[13]
- Deportes Zeta, ya desaparecida.

La calle también ha albergado cafés y centro de tertulias de gran reconocimiento, ya desaparecidos, como el del Turco que después terminó convirtiéndose en los billares del café Madrid y el Iberia, en el solar de la antigua cárcel o el Universal, que fue retratado por Gonzalo Bilbao. La calle a lo largo de la segunda mitad siglo XX ha ido perdiendo su faceta recreativa, de tratos comerciales y de esparcimiento en favor de su exclusiva dedicación comercial y de tienda.

## Cultura popular
La leyenda sobre el origen del nombre de la calle fue usada como inspiración por los desarrolladores de The Game Kitchen para la creación de uno de los jefes del videojuego de Blasphemous, Sierpes.